# Flakpanzer IV Ostwind
Il Flakpanzer IV Ostwind ("vento dell'est") è stato un semovente antiaereo prodotto dalla Germania sulla base del carro armato medio Panzer IV dalla seconda metà del 1944. Il numero di unità completate fu esiguo e il mezzo non ebbe impatto sul corso della seconda guerra mondiale che ormai volgeva al termine con la disfatta del Terzo Reich.

## Storia

### Sviluppo
Nel corso del 1944 l'ufficio tecnico della Ostbauwerke di Sagan (odierna Żagań, nella Polonia occidentale), si rivolse alla progettazione di semoventi antiaerei per garantire protezione alle truppe in campo aperto contro velivoli attaccanti a bassa quota. Per il mese di maggio la ditta aveva terminato i lavori sul Flakpanzer IV Wirbelwind, il cui armamento su un impianto quadrinato di FlaK 38 da 20 mm era però di modesta efficacia. Perciò quasi in contemporanea la Ostbauwerke aveva atteso allo sviluppo del Gerät 582 (apparecchio 582) che montava un pezzo antiaereo da 37 mm: il prototipo venne completato in contemporanea al Wirbelwind e ricevette la designazione di Flakpanzer IV Ostwind, stante per "vento dell'est" in tedesco. Sembra inoltre che esistesse anche la denominazione Flakpanzerwagen 604/17. I collaudi vennero condotti durante il mese di luglio e il veicolo venne approvato dalla commissione militare presente.

### Produzione
Il 18 agosto 1944 l'esercito tedesco fece un ordinativo di 100 esemplari del nuovo Ostwind, ma la commessa venne soddisfatta solo in parte: oltre al prototipo, soltanto sette unità vennero fabbricate ex-novo su scafi che in un primo tempo erano stati assegnati alla produzione del Flakpanzer IV Kugelblitz; le altre 36 erano state ottenute, invece, riconvertendo altrettanti Panzer IV danneggiati di ritorno dal fronte. I numeri di scafo erano compresi tra 82001 e 90000. L'intero ciclo produttivo venne svolto dagli stabilimenti Ostbauwerke tra il dicembre 1944 e il marzo 1945.

### Impiego operativo
Il prototipo dell'Ostwind fu consegnato alla 1. SS-Panzer-Division "Leibstandarte SS Adolf Hitler" che lo testò in condizioni reali di combattimento durante l'offensiva delle Ardenne: il veicolo fece ritorno alla Ostbau senza alcun danno e i rapporti sul suo utilizzo ne evidenziarono l'efficacia contro aerei a bassa quota. Dopo questa esperienza, i primi quindici Ostwind di serie furono completati verso la fine del dicembre 1944 e subito inviati alle unità di prima linea. Tutti gli esemplari vennero distribuiti tra i plotoni contraerei in forza alle Panzer-Division ma il loro tardivo spiegamento, oltretutto in numero ristretto, non permise al nuovo sistema d'arma di avere un qualche impatto sulla drammatica situazione bellica della Germania.

## Caratteristiche
L'originale torretta del Panzer IV venne rimossa in favore di una più larga e alta, a pianta esagonale e a cielo scoperto con una feritoia ricavata sul lato anteriore. Dentro questa struttura era stato montato un singolo cannone FlaK 43/1 da 37 mm lungo 89 calibri (L/89): pesante oltre 1.200 chili, l'arma sparava proiettili da 635 grammi a una velocità iniziale di 820 m/s. L'alzo andava da -7° a +90°, la gittata utile arrivava a circa 6.600 metri e la celerità di tiro a 250 colpi al minuto; il ciclo di fuoco generava però molto fumo, motivo per il quale fu preferito lasciare la torre a cielo aperto sebbene ciò comportasse maggiori rischi per gli addetti. Protetto da uno scudo stondato spesso 25 mm, il FlaK 43 poteva essere adoperato anche contro bersagli terrestri (edifici, veicoli leggeri o poco corazzati) con eccellenti risultati. Il brandeggio della casamatta copriva 360° ed era eseguito manualmente. La difesa a breve distanza contro la fanteria era affidata a una mitragliatrice MG 34 da 7,92 mm, posta in casamatta nella sovrastruttura destra; pare inoltre che una seconda mitragliatrice (MG 34 o MG 42) fosse talvolta portata all'interno dello scafo. Non è chiaro quante munizioni fossero trasportabili: una fonte indica 1.000 granate per il cannone e 600 cartucce per l'MG 34, mentre un'altra riporta 400 colpi per il pezzo antiaereo e una terza parla di 1.000 colpi per il FlaK 43 e di 1.350 cartucce per le due armi automatiche.
Fu invece mantenuta senza modifiche la corazzatura ereditata dal Panzer IV: lo scafo presentava 80 mm sul frontale, 20 mm su fianchi e retro, 10 mm sul cielo; la sovrastruttura aveva protezioni rispettivamente da 80 mm, 30 mm e 20 mm. La grande torre era invece formata da lastre spesse 16 mm su tutti i lati. Due fonti, invece, concordano nel fornire dati differenti: riportano infatti che sia scafo che sovrastruttura avessero corazze frontali da 80 mm, laterali da 30 mm e posteriori da 20 mm, cielo e fondo dello scafo da 10 mm e tetto della sovrastruttura da 12 mm. Per la torre, infine, entrambe indicano corazzature da 25 mm.
Il motore situato nel retro dello scafo non era stato cambiato. Si trattava di un Maybach HL 120 TRM 112 a dodici cilindri disposti a V, con una cilindrata di 11.867 cm³ ed erogante 272 hp a 2.800 giri al minuto; era alimentato a benzina (il serbatoio conteneva 470 litri), disponeva di un impianto di raffreddamento ad acqua e aveva un rapporto di compressione di 6,5:1. L'avviamento era garantito dal motorino di avviamento collegato al sistema elettrico del carro da 24 volt, l'accensione era a magnete. L'albero motore univa il propulsore alla trasmissione anteriore SSG 77, sincronizzata a un cambio con sei marce avanti e una retromarcia. Il treno di rotolamento del pari non aveva subito modifiche: era composto da otto doppie ruote accoppiate a quattro carrelli, ognuno dei quali era dotato di una sospensione a mezza balestra. Il treno era completato da quattro doppi rulli superiori reggicingolo e dalla ruota di rinvio posteriore. I cingoli erano formati da 99 maglie larghe 400 mm.
Il Flakpanzer Ostwind era alto quasi 3 metri, lungo 5,92 metri, pesava in totale 25 tonnellate e sviluppava una pressione al suolo di 0,81 kg/cm2. Il veicolo era operato da un equipaggio di cinque uomini dotato di una pistola mitragliatrice MP 40 da 9 mm (192 cartucce in sei caricatori): nella torretta prendevano posto il comandante, il cannoniere e il caricatore; nello scafo sedevano a sinistra il pilota e a destra il mitragliere, il quale era inoltre addetto all'utilizzo delle radio FuG 2 e FuG 5 di bordo. Il pilota guidava il veicolo con il tipico sistema dell'epoca frizione-freno, da usarsi di concerto con due leve direzionali, una per cingolo, che imprimevano la svolta richiesta. Il veicolo era capace di raggiungere una velocità massima di 38 km/h, su strada di 25 km/h e su terreni non preparati di 20 km/h. Il consumo di carburante su strada si attestava a 2,35 litri per chilometro (200 chilometri di autonomia) e fuoristrada si accresceva a 3,62 litri per chilometro (raggio d'azione ridotto a 130 chilometri). Gestiva pendenze non superiori ai 30°/57% e poteva guadare fino a 0,80-1,20 metri d'acqua; la capacità di superamento trincee era di 2,20-2,35 metri e sormontava gradini da 0,60 metri. La luce libera, ovvero la distanza tra fondo dello scafo e suolo, misurava 40 cm.

## Versioni

### Ostwind II
La Ostbauwerke propose una nuova configurazione del veicolo installando nella torre un complesso binato di FlaK 43 da 37 mm, montati uno di fianco all'altro; l'impianto era chiamato 3,7 cm Flakzwilling 44 e richiedeva due caricatori addetti. Un singolo prototipo ribattezzato "Ostwind II" venne costruito tra gennaio e febbraio 1945 e l'esercito ordinò ancora una volta 100 unità. Tuttavia la produzione non venne mai avviata poiché la fabbrica, che si trovava ormai sulla linea del fronte orientale, venne attaccata e distrutta in quello stesso periodo.